# Sieciechów (stacja towarowa)
Sieciechów – towarowa stacja kolejowa we wsi Garbatka-Letnisko, w województwie mazowieckim, w Polsce.